# 에리크 솔바켄

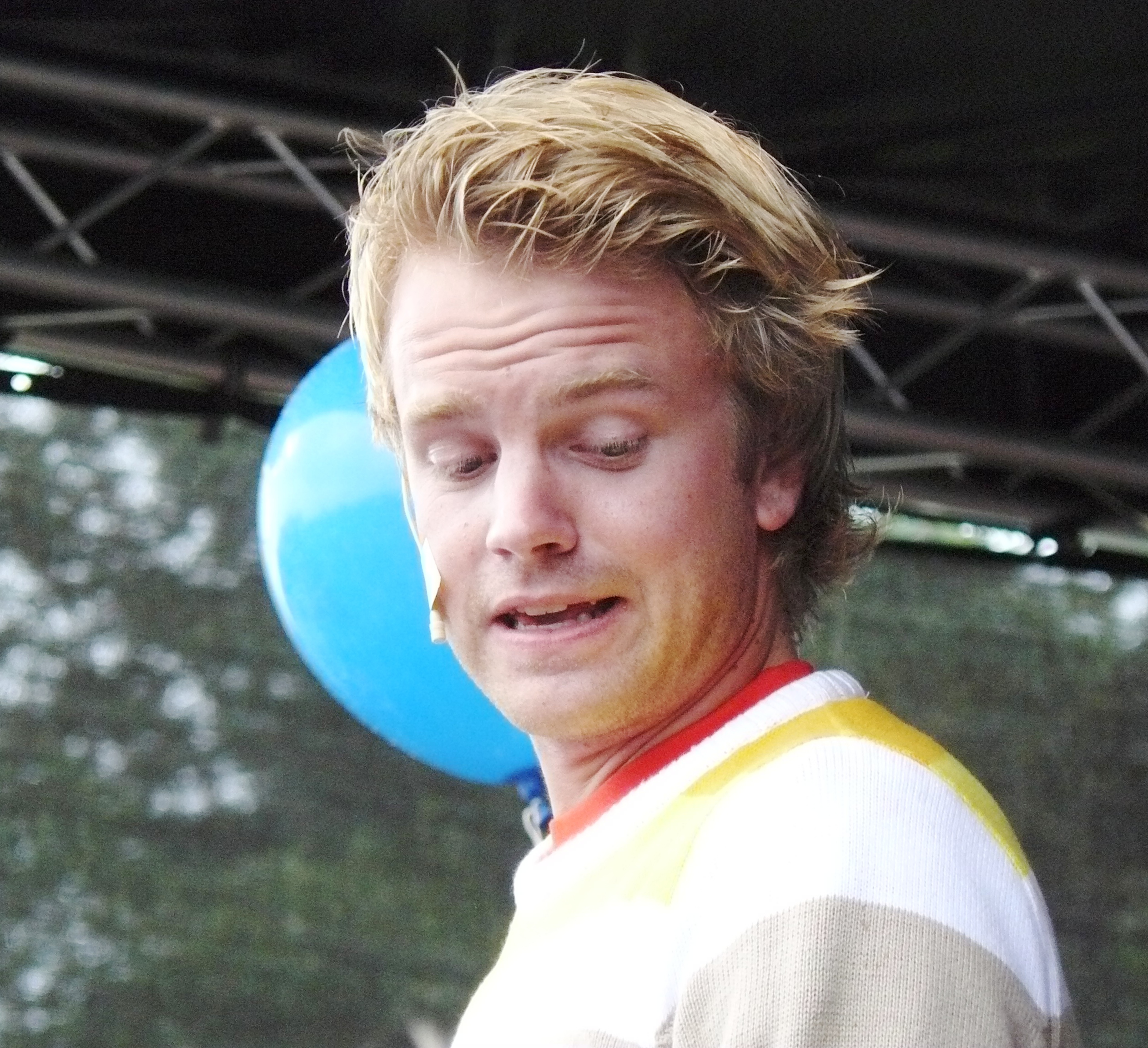
에리크 솔바켄

에리크 솔바켄(노르웨이어: Erik Solbakken, 1984년 11월 17일 ~ )은 노르웨이의 텔레비전 진행자이다. 솔바켄은 유로비전 송 콘테스트 2010을 하디 응지에와 나디아 하스나오우이와 함께 진행하였다. 2011년에는 유로비전 영 댄서스를 진행하였다.